# Oskar Köhler (Historiker)
Oskar Köhler (* 23. Juni 1909 in Karlsruhe; † 16. September 1996 ebenda) war ein deutscher katholischer Historiker, besonders interessiert am Mittelalter. Er verwendete auch das Pseudonym Thomas Urban.

## Leben
Nach seinem Studium in Freiburg im Breisgau promovierte er 1935 bei dem „Reform-Katholiken“ Philipp Funk über Das Bild des geistlichen Fürsten in den Viten des 10., 11. und 12. Jahrhunderts. Als keiner politischen Partei zugehörig wurde er bei der Gleichschaltung der Presse Nachfolger des Chefredakteurs des Schwarzwälder Boten (Rottweil), wurde aber nach einem Jahr wegen mangelnder „politischer Zuverlässigkeit“ entlassen. Köhler war Mitglied des „Freiburger Kreises“ um Karl Färber und des Bundes Neudeutschland. Wie für manch anderen war nun ein befriedigendes Weiterkommen im erlernten Beruf ausgeschlossen. Er wurde Versicherungs-Agent in Ulm. Im Zweiten Weltkrieg war er in Mittensee bei Posen als Personalleiter bei der Rüstungsfirma Deutsche Waffen- und Munitionsfabriken (DWM) eingesetzt, ein unter den gegebenen Umständen mit mehrheitlich polnischer Belegschaft sehr schwieriges Amt.
Nach dem Ende des Zweiten Weltkrieges leitete er das Katholische Bildungswerk in Ulm. Ab 1948 arbeitete er beim Freiburger Verlag Herder als Lektor für Geschichte. 1951 wurde er Chefredakteur für Geisteswissenschaften, 1957 Direktor des Lexikographischen Instituts des Verlags, als welcher er bedeutende Projekte (u. a. die zweite Auflage des Lexikon für Theologie und Kirche (LThK2), Handbuch der Kirchengeschichte, Saeculum-Weltgeschichte) durchsetzen konnte. 1963 wurde er von der Universität Freiburg im Breisgau zum Honorarprofessor für Universalgeschichte ernannt.
Neben der Vielzahl seiner Publikationen als Monografien, in Zeitschriften und Lexika sind die Gründung der Zeitschrift Saeculum (1950), der „Forschungsstelle für Weltzivilisationen“ (1960 zusammen mit dem Politikwissenschaftler Arnold Bergstraesser) und des „Instituts für historische Anthropologie“ (1975 im Zusammenhang mit der Zeitschrift Saeculum und der Saeculum-Weltgeschichte) als besondere Leistungen zu nennen.

## Veröffentlichungen (Auswahl)
- [unter Pseudonym Thomas Urban herausgegeben]: Herders kleine Weltgeschichte: Der Weg der Menschheit. Herder, Freiburg i. Br. / Basel / Wien 1957.
- Bewusstseinsstörungen im Katholizismus. Knecht, Frankfurt a. M. 1972, ISBN 3-7820-0248-3.
- Kleine Glaubensgeschichte. Christsein im Wandel der Weltzeit. Herder, Freiburg i. Br. u. a. 1982, ISBN 3-451-07987-9.
- Vom Sinn und Unsinn in der Geschichte. Herder, Freiburg i. Br. 1985. (Christlicher Glaube in moderner Gesellschaft Teilbd. 34 = Quellenbd. 4)
- Versuch einer „Historischen Anthropologie“. In: Saeculum. 25, 1974, S. 129–246.